# عرب‌های افغانستان

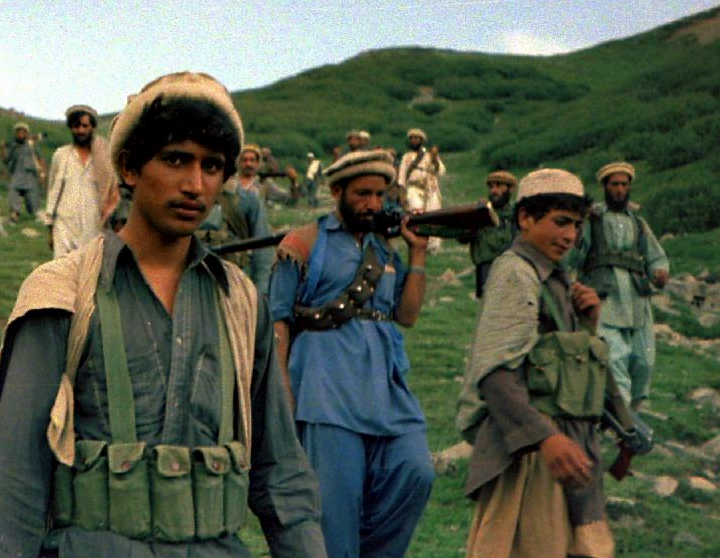

عرب‌های افغانستان به گروه‌های جنگجوی مسلمانی گفته می‌شود؛ که در طول دوران اشغال افغانستان توسط شوروی برای مبارزه علیه ارتش سرخ و رژیم کمونیستی افغانستان، در اوایل سال ۱۹۸۰ به پاکستان، افغانستان آمدند و در بعضی مناطق مرزی افغانستان و پاکستان با تدارک پایگاه‌هایی در جنگ علیه ارتش سرخ و دولت وقت افغانستان سهم گرفتند یا به حمایت مالی و تسلیحاتی گروه‌هایی از مجاهدین مشغول شدند.
سهم آن‌ها در جنگ علیه ارتش شوروی اندک بود، اما حضور آن‌ها در افغانستان، و نبرد علیه نیروهای شوروی از آن‌ها چهرهٔ مثبتی در میان مسلمانان به وجود آورد. بیش تر عرب‌های افغانستان بعد از سقوط رژیم کمونیسم افغانستان و روی کار آمدن دولت مجاهدین به کشورهای خود بازگشتند، و تعدادی در افغانستان و پاکستان باقی‌مانده و عده‌ای از آن‌ها خود را در جنگ‌های داخلی افغانستان دخیل ساخته و ضد حکومت مجاهدین که روابط تیرهٔ با پاکستان داشت به طرفداری از گلبدین حکمتیار در جنگ‌ها شرکت کردند. از جملهٔ کسانی که در افغانستان باقی‌ماند اسامه بن لادن میلیاردر سعودی بود. از مشهورترین عرب‌های افغان می‌شود از شیخ عبدالله عزام فلسطینی تبار نام برد؛ که در پاکستان توسط گروه‌های تندرو مصری ترور شد.

## مطالعهٔ بیشتر
- عبدالله عزام، یک ماه با قهرمانان